# Limarí (rzeka)
Limarí – rzeka w Chile zlokalizowana w regionie Coquimbo. Rzeka jest uformowana u zbiegu dwóch innych rzek – Hurtado i Grande, około 4 km na wschód od miasta Ovalle. Dolny bieg rzeki graniczy z południową częścią Parku Narodowego Bosque de Fray Jorge. W dorzeczu rzeki można spotkać rosnącą palmę z rodziny arekowatych – Jubaea chilensis. Pierwotnie roślina była mocno rozpowszechniona na obszarach rzeki, aktualnie jest zagrożona z powodu rosnącej populacji ludzkiej w środkowym Chile.